# Festuca ovina
Festuca ovina is de botanische naam van een plant uit de grassenfamilie (Gramineae oftewel Poaceae). De plant staat op de Nederlandse Rode lijst van planten als zeer zeldzaam en zeer sterk in aantal afgenomen.
In de 23e druk van Heukels' Flora van Nederland worden twee in het wild voorkomende ondersoorten  onderscheiden:
- Ruig schapengras (Festuca ovina subsp. hirtula)
- Zinkschapengras (Festuca ovina subsp. guestphalica)

Er is geen hechte overeenkomst over de omschrijving of onderverdeling van deze soort. Afhankelijk van de taxonoom kunnen eventueel de volgende ondersoorten worden onderscheiden:
- Fijn schapengras of Fijnbladig schapengras (Festuca filiformis, synoniemen: Festuca ovina subsp. tenuifolia en Festuca tenuifolia)
- Groot schapengras (Festuca lemanii, synoniem: Festuca ovina subsp. cinerea)
- Hard zwenkgras of Hardzwenkgras (Festuca brevipila, synoniem: Festuca ovina subsp. duriuscula)
- Kalkzwenkgras (Festuca pallens, synoniem: Festuca ovina subsp. glauca)
- Ruig schapengras (Festuca ovina subsp. hirtula)
- Schapengras (Festuca ovina subsp. vulgaris)
- Zinkschapengras (Festuca ovina subsp. guestphalica)